# Trossö
Trossö – szwedzka wyspa w regionie Blekinge, na której znajduje się centrum miasta Karlskrona.
Centralną, najwyższą część wyspy zajmuje rynek, będący jednym z większych w Europie Północnej. Na rynku znajduje się ratusz, monumentalny pomnik króla Karola XI oraz dwa kościoły barokowe z XVIII wieku (Fredrikskyrkan z dwiema wieżami i Trefaldighetskyrkan z charakterystyczną kopułą). Pod rynkiem przechodzi tunel kolejowy, łączący dworzec kolejowy z portem wojennym.